# ISO 3166-2:VU

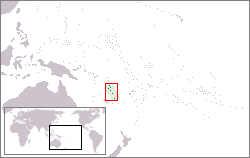
نمایی از محدودهٔ کشور وانواتو. کد ISO 3166-2:VU بخشی از استاندارد ایزو ۳۱۶۶ برای این کشور است.

کد ISO 3166-2:VU بخشی از استاندارد ایزو ۳۱۶۶ برای کشور وانواتو است که توسط سازمان بین‌المللی استانداردسازی ISO تنظیم شده‌است این سازمان، کدهای استاندارد را برای تقسیمات کشوری (ایالت‌ها یا استان‌های) کشورهای فهرست شده در استاندارد ایزو ۳۱۶۶-۱ تعریف می‌کند.
هر کد شامل دو بخش می‌گردد که توسط علامت - جدا می‌گردند.
- بخش نخست VU که در ایزو ۳۱۶۶-۱ آلفا-۲ کد  کشور وانواتو است.
- بخش دوم شامل یک یا دو یا سه حرف است که بیان‌کننده استان یا ایالت کشور وانواتو می‌باشد.

## کدها
| کدها   | استان            |
| ------ | ---------------- |
| VU-MAP | Malampa Province |
| VU-PAM | Penama Province  |
| VU-SAM | Sanma Province   |
| VU-SEE | Shefa Province   |
| VU-TAE | Tafea Province   |
| VU-TOB | Torba Province   |